# 코린토스
코린토스(그리스어: Κόρινθος)는 고대 그리스의 도시 국가이자 현대 도시다. 그리스 중남부 펠로폰네소스반도에 있으며, 아테네로부터 78킬로미터 남서쪽이고 사로니코스만과 코린토스만을 가르는 코린토스 지협에 있다. 고대에는 이 지협 해안을 따라 험준한 암초를 피해 선박이 돌아갔으나 지금은 코린토스 운하가 있다.

## 사도 파울로스와 코린토스
한글 성서에서는 코린트를 고린토(공동번역성서/대한성서공회), 고린도(개역한글성서/대한성서공회), 코린토(천주교 '성경'/한국 천주교 주교회의)로 음역하고 있으며, 사도 파울로스 활동 무대로 유명하다. 문화인류학자이자 그리스도인인 이희수 한양대 교수에 따르면, 사도 바울은 클라우디우스 황제의 반유대주의 정책(45년)에 따라 코린트로 이주한 2만 5천 명 유대인에게 전도했으며, 전도 기간 동안 고린도전서와 고린도후서를 작성하였다. 사도 바울은 2년간 연금 생활을 마치고 로마, 고린토, 테살로니카 등에 세운 그의 교회들을 돌아본 것으로 추정한다.

## 갤러리

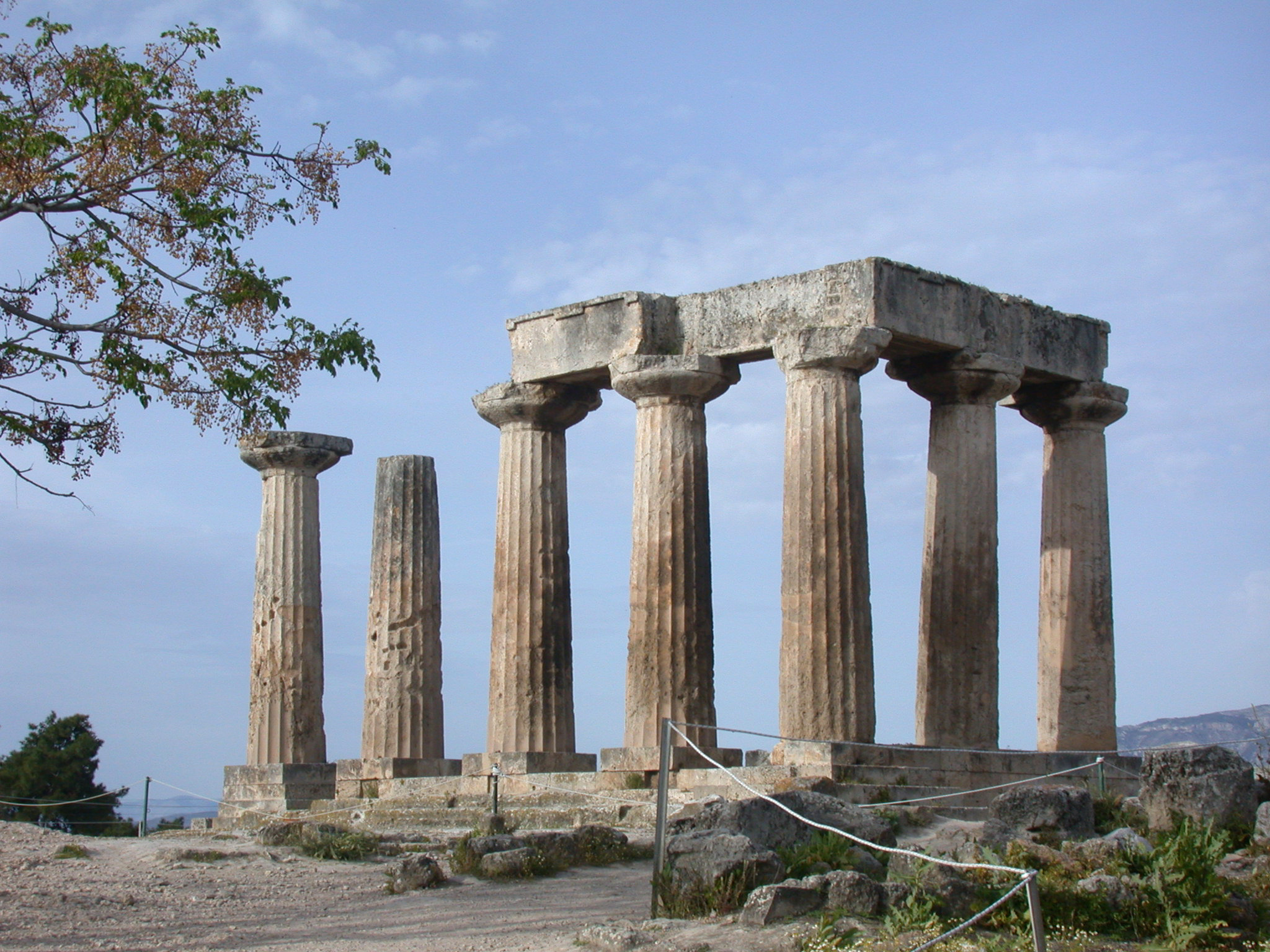
아폴로 신전
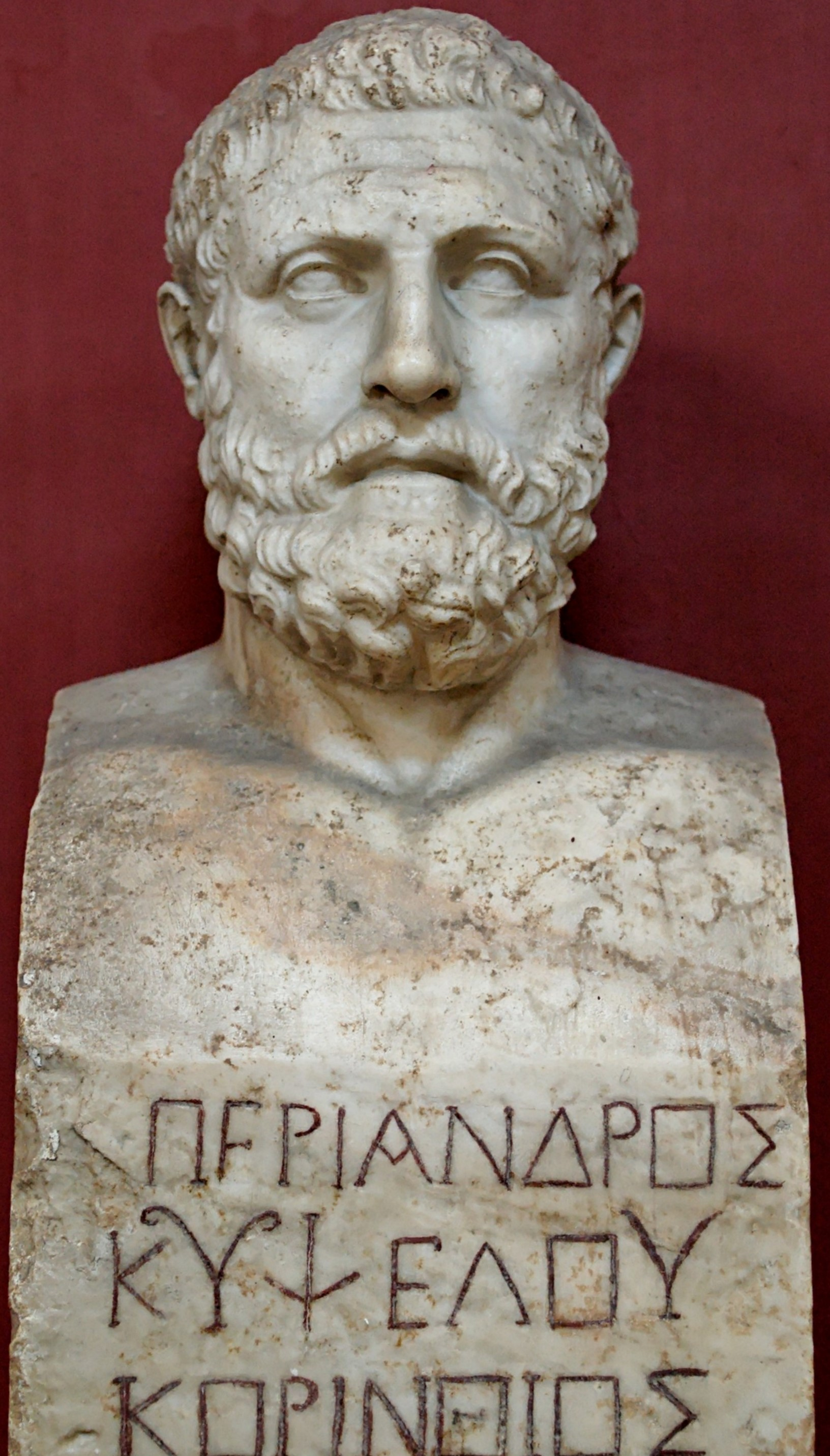
페리안더 (Περίανδρος) (r.627–585 BC).
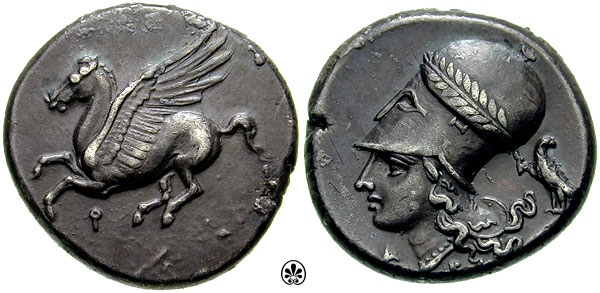
코린도 주화
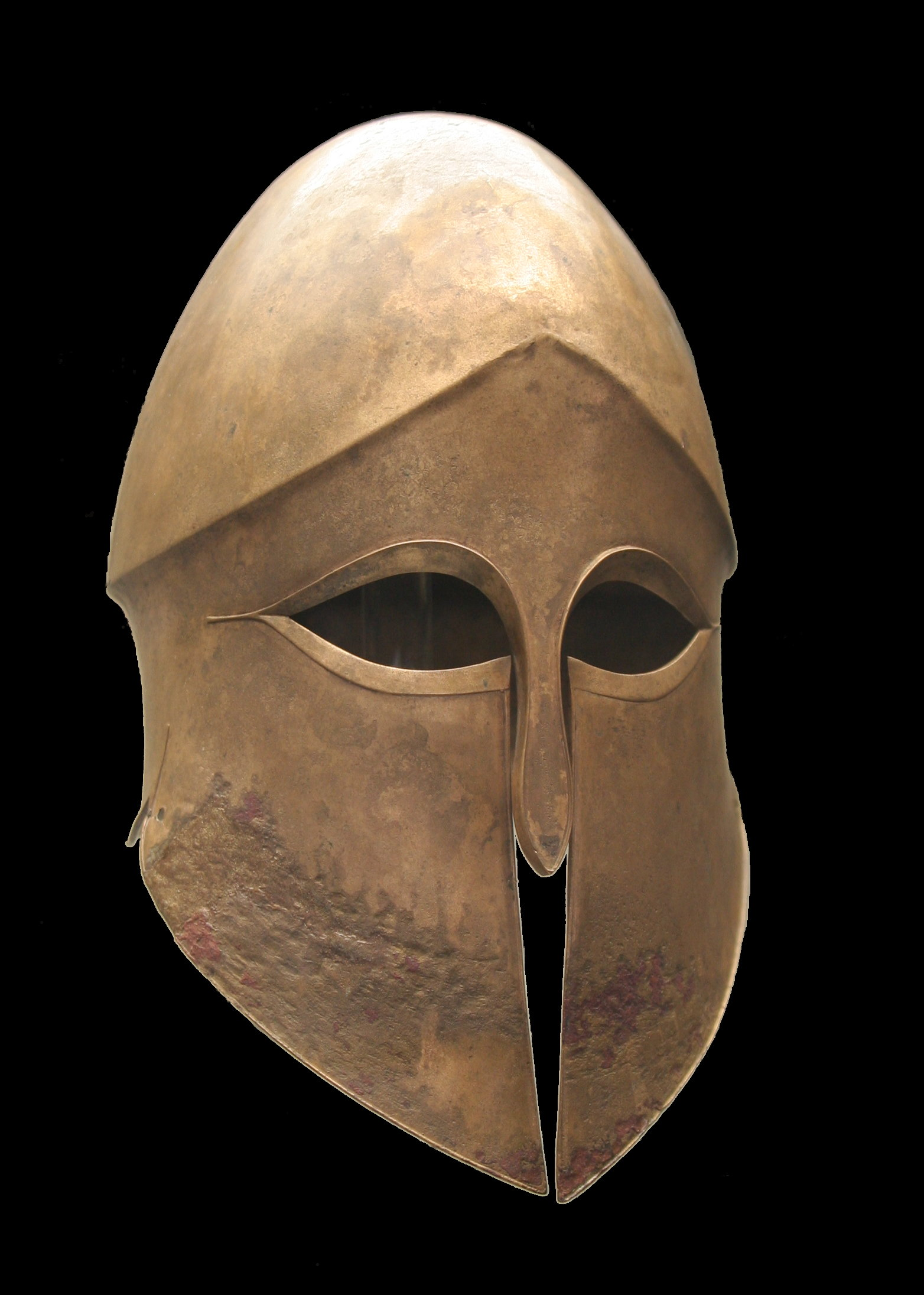
코린트 헬멧

## 같이 보기
- 코린토스 운하